# Gleißenthal (Windischeschenbach)
Gleißenthal ist ein Ortsteil der Stadt Windischeschenbach im Oberpfälzer Landkreis Neustadt an der Waldnaab in Bayern. 

## Geografie
Das Kirchdorf liegt westlich von Windischeschenbach. Nördlich fließt der Rumpelbach, ein rechter Zufluss der Waldnaab, und östlich die Fichtelnaab. Noch etwas weiter östlich verläuft die A 93.

## Geschichte
Gleißenthal wurde erstmals 1152 genannt; später war es Wohnsitz der Herren von Gleißenthal. Der bereits 1408 abgegangene Burgstall Gleißenthal war vermutlich deren erster Sitz in der Gegend.

## Sehenswürdigkeiten
Die im Jahr 1747 errichtete und 1770 erweiterte Kapelle Maria Hilf (Gleißenthal) ist als Baudenkmal eingestuft und unter der Nummer D-3-74-168-31 als Denkmalschutzobjekt in der Liste des Bayerischen Landesamtes für Denkmalpflege eingetragen.